# Bánó István (jogász)
Bánó István (18. század második fele – 19. század) jogász.
Kecskemétről származott, a pesti egyetemen avatták doktorrá, ezután a kolozsvári jogakadémia tanára volt. 1814 és 1848 között több latin nyelvű jogi művet adott ki. Tersztyánszky Imre kecskeméti plébános tiszteletére üdvözlő verset írt.

## Művei
- Assertiones ex universa jurisprudentia atque scientiis politicis, quas… propugnandas suscepit. Pestini, 1814.
- Ft. Nádosi Tersztyánszky Imre urnak Kecskemét városa plébánosának tiszteletére, midőn a tereskei sz. Benedek apáturságba beigtattatott. Uo. 1815. (Vers.)
- Sermo. Alexandrum Rudnay episcopum Transylvaniensem et una s. scholarum directorem salutantis. Claudiopoli, 1819.
- Elementa jurisprudentiae naturalis secundum vestigia… Franc. nob. de Zeiller, ac de Egger aliorumque… conscripta. Uo. 1836.
- Beszéd, melylyel az erdélyi nagyfejedelemség udvari cancelláriusát, nmélt. felső-szilvási Noptsa Elek urat… üdvözlé. Uo. 1837.
- Jus romanum privatum secundum vestigia… Antonii Haimberger ad statuta jurium municipalium Saxonicae nationis in Transilvania applicatum. Uo. 1842.
- Posthuma gloria liberi baronis Josika de Branyicska in honoris cenotaphio anxie excusa. Hely n., 1843.